# Euxoa rustica
Euxoa rustica là một loài bướm đêm trong họ Noctuidae.